# Abercrombie & Fitch
Abercrombie & Fitch (A&F) — американская розничная компания, специализирующаяся на продаже повседневной одежды. Штаб-квартира компании находится в Нью-Олбани, Огайо. По состоянию на февраль 2025 года компания управляла 789 магазинами под брендами Abercrombie и Hollister.

## История

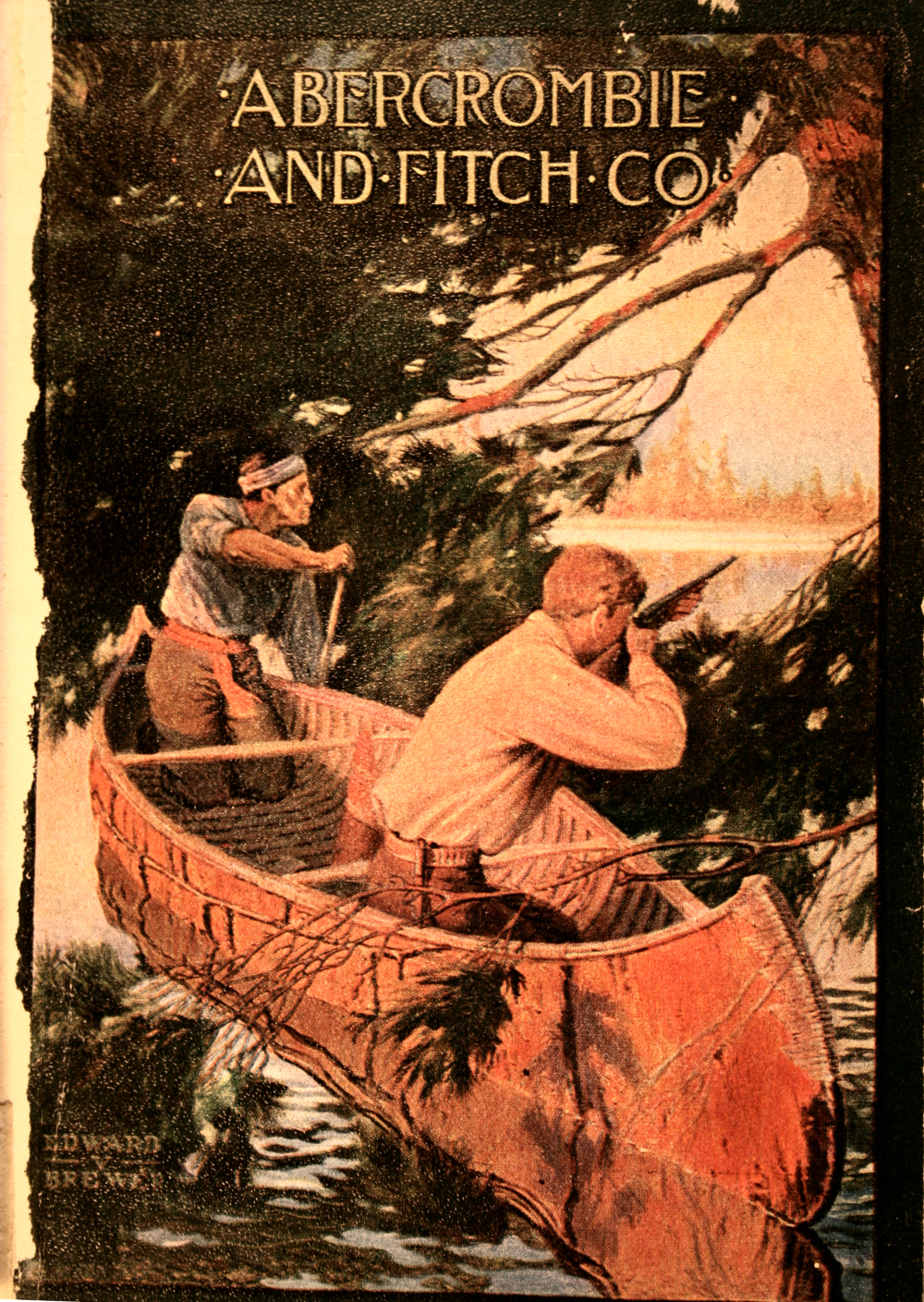
Обложка каталога A&F за 1909 год

Компания Abercrombie & Fitch была основана в 1892 году в Нью-Йорке Дэвидом Т. Аберкромби. Компания продавала экипировку для состоятельных любителей активного отдыха. Один из клиентов, Эзра Фитч — богатый адвокат и застройщик — приобрёл значительную долю в бизнесе в 1900 году. В 1904 году компания была зарегистрирована и переименована в «Abercrombie & Fitch Co.». В 1907 году Фитч выкупил долю Аберкромби в бизнесе. В 1909 году компанией был выпущен каталог продукции тиражом в 50 тыс. экземпляров. В 1917 году штаб-квартира и основной магазин разместились в 12-этажном здании на углу Мэдисон-авеню и 45-й улицы на Манхэттене. Компания была элитным поставщиком спортивных и экскурсионных товаров, особенно известным своими дорогими ружьями, удочками, рыбацкими лодками и палатками. В своё время она снаряжала сафари Теодора Рузвельта, перелёт Чарльза Линдберга и экспедиции Руаля Амундсена и адмирала Ричарда Бэрда в Антарктиду. Эрнест Хемингуэй также был постоянным покупателем; ружье, из которого Хемингуэй покончил жизнь самоубийством в 1961 году, было куплено в Abercrombie and Fitch. После смерти Хемингуэя его жена передала несколько его ружей на хранение в компанию.
Фитч ушёл на покой в 1928 году, передав руководство компанией своему зятю, Джеймсу Коббу (James S. Cobb). Тот расширил бизнес, купив несколько конкурирующих поставщиков снаряжения (Von Lengerke & Detmold, Von Lengerke & Antoine, Griffin & Howe). В 1920-х годах ассортимент пополнился спорттоварами, фотоаппаратами, одеждой и обувью. В 1929 году оборот компании составил 6,3 млн долларов. В следующие десятилетия компания открывала новые магазины в крупных городах и курортных районах США.
В 1960 году оборот компании достиг рекордного уровня — 16,5 млн долларов, после чего началось падение продаж. В 1968 и 1970 годах Abercrombie & Fitch устраивала крупные распродажи товаров со склада, пытаясь покрыть убытки, которые к этому времени достигли 500 тыс. долларов в год. В августе 1976 года, закончив финансовый год с чистым убытком в 1 млн долларов, компания подала заявление о банкротстве. В ноябре 1977 года компания была ликвидирована.
В 1978 году Oshman’s Sporting Goods, хьюстонская компания, принадлежавшая Джейку Ошману, купила права на название и торговый знак Abercrombie & Fitch, а также список рассылки исчезнувшей фирмы за 1,5 млн долларов. В 1979 году был открыт новый магазин в Беверли-Хиллз (Калифорния), в 1980 году — в Далласе (Техас), в 1984 году — в Нью-Йорке. К 1986 году сеть Abercrombie & Fitch насчитывала 26 магазинов с общим оборотом 45 млн долларов. Ассортимент по-прежнему включал товары для охоты и рыбалки, но значительно больше места стали занимать спорттовары, одежда и сувениры, появился отдел деликатесов.

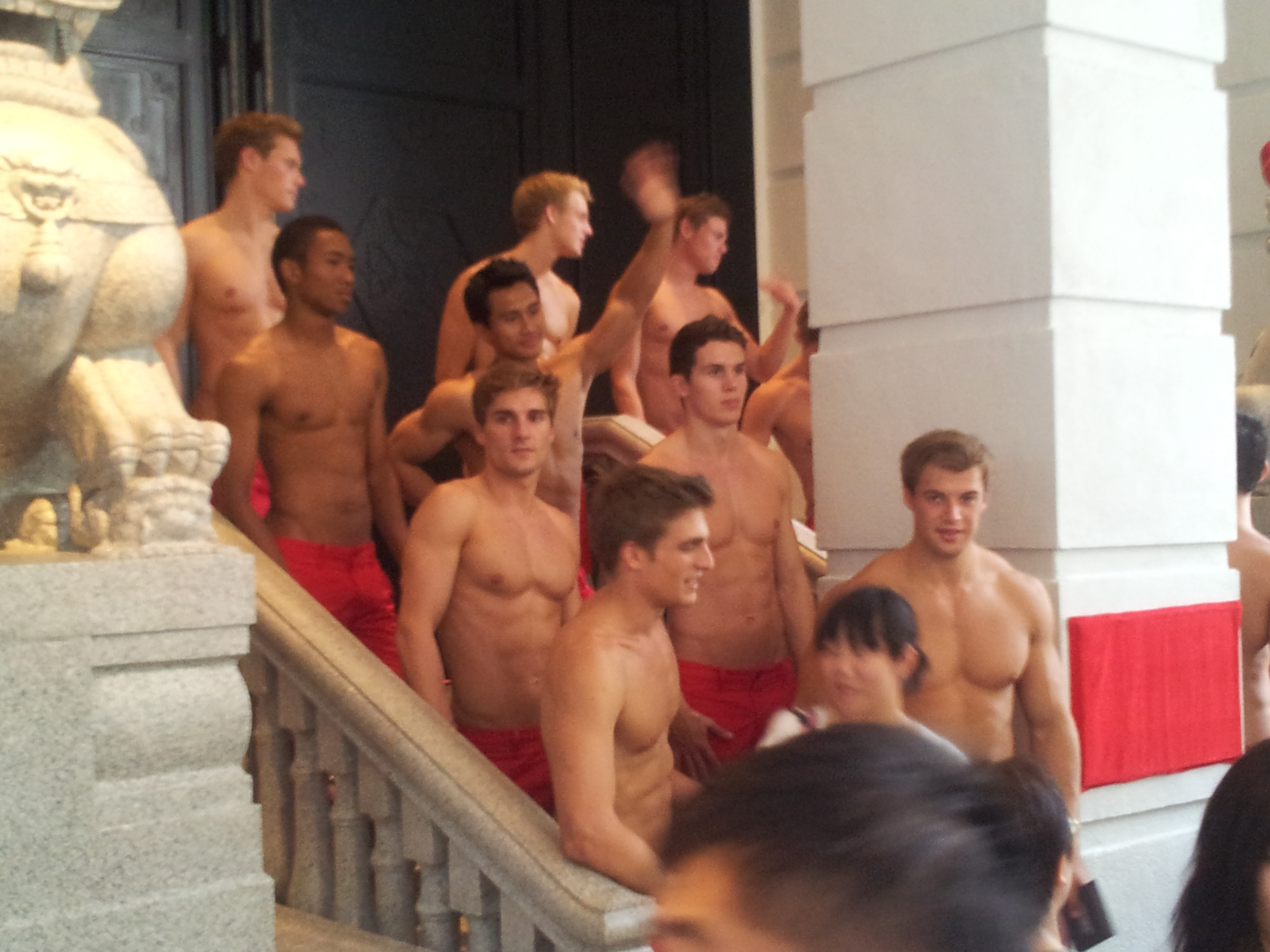
Модели Abercrombie & Fitch

В 1988 году Oshman’s продала за 45 млн долларов Abercrombie & Fitch и её 27 магазинов компании The Limited, оператору сети магазинов одежды, расположенной в Колумбусе (Огайо). Новые владельцы полностью отказались от торговли ружьями и удочками, основной акцент был сделан на спортивной и повседневной одежде, а также на сувенирах и книгах о природе. В 1992 году компанию возглавил Майкл Джеффрис (Michael Jeffries). К 1994 году оборот вырос до 165 млн долларов по сравнению с 50 млн в 1991 году. Abercrombie & Fitch под руководством Джеффриса сосредоточилась на товарах для молодёжи. Для продвижения бренда в 1997 году был запущен журнал A&F Quarterly, который, помимо рекламы товаров, содержал статьи, ориентированные на молодёжь. В этот период Abercrombie & Fitch была известна своими сексуализированными рекламными кампаниями в стиле бифкейк.
В феврале 1999 года The Limited выделила Abercrombie & Fitch в самостоятельную компанию. Были запущены новые суббренды: abercrombie kids (1998 год, товары для детей); Hollister Co. (2000 год, товары для подростков); RUEHL No. 925 (2004 год, товары для выпускников); Gilly Hicks (2008 год, товары для женщин).
Abercrombie & Fitch отличалась тем, что использовала «представителей бренда» (ранее называвшихся «моделями») для обслуживания клиентов в магазинах; иными словами, при подборе персонала ориентировалась на внешний вид, а не на навыки продавца. В сочетании с провокативной рекламой это привело к тому, что в 2016 году в американском индексе удовлетворённости потребителей Abercrombie & Fitch оказалась самой ненавистной торговой сетью страны. В следующие годы компания пересмотрела свои приоритеты. За 2023 год курс её акций вырос на 285 %.

## Собственники и руководство
Акции компании котируются на Нью-Йоркской фондовой бирже и в основном принадлежат институциональным инвесторам. По состоянию на 2025 год крупнейшими из них были BlackRock Advisors LLC (13,11 %), Vanguard Fiduciary Trust Co. (11,43 %), Fidelity Management & Research Co. LLC (10,48 %), State Street Corporation (3,96 %), Invesco Advisers, Inc. (2,95 %).
Руководство:
- Найджел Трэвис (Nigel Travis) — председатель совета директоров; с 2008 по 2018 год возглавлял компанию Dunkin’ Brands.
- Фран Горовиц (Fran Horowitz, род. в августе 1963 года) — генеральный директор (CEO) с 2017 года, в компании с 2014 года.

## Деятельность
Подразделения компании по состоянию на 2024/25 финансовый год:
- Америка — 600 магазинов, 81 % выручки;
- Европа, Ближний Восток и Африка — 133 магазина, 16 % выручки;
- Азиатско-Тихоокеанский регион — 56 магазинов, 3 % выручки.

По состоянию на февраль 2025 года розничная сеть компании насчитывала 789 магазинов, из них 278 под брендом Abercrombie и 511 под брендом Hollister; ещё 49 магазинов работало по договору франчайзинга.
Выручка за 2024/25 финансовый год составила 4,95 млрд долларов, из них на бренд Abercrombie пришлось 2,56 млрд долларов, на Hollister — 2,39 млрд долларов.